# Antonin Artaud
Antonin Artaud (n. Antoine Marie Joseph Artaud, n. 4 septembrie 1896, Marsilia, Franța – d. 4 martie 1948, Paris, Franța) a fost un poet, dramaturg, eseist, actor și regizor francez, asociat cu suprarealismul.
A început să scrie poezie suprarealistă în 1925.

## Operă
- 1925 — Ombilicul limburilor (L'ombilic des limbes)
- 1932 — Manifestul teatrului cruzimii (Le manifeste du théâtre de la cruauté)
- 1938 — Teatrul și dublul său (Le théâtre et son double)
- 1945 — În ținutul Tarahumaras (Au pays de Tarahumaras)
- 1947 — Van Gogh